# Schilda (Brandenburg)
Schilda település Németországban, azon belül Brandenburgban. Lakosainak száma 431 fő (2023. december 31.).

## Népesség
A település népességének változása:
| Lakosok száma | 476  | 454  | 424  | 427  | 431  |
|               | 2017 | 2019 | 2021 | 2022 | 2023 |